# Trypanaxidae
Trypanaxidae zijn een uitgestorven familie van weekdieren uit de klasse van de Gastropoda (slakken).

## Taxonomie
De volgende geslachten zijn bij de familie ingedeeld:
- † Casimiria Cossmann, 1899
- † Trypanaxis Cossmann, 1889
- † Trypatrochus Lozouet, 2012